# Symplecta (Symplecta) sheldoni
Symplecta (Symplecta) sheldoni is een tweevleugelige uit de familie steltmuggen (Limoniidae). De soort komt voor in het Palearctisch en Nearctisch gebied.